# Кубок Української РСР з хокею 1970
Перший офіційний розіграш Кубку Української РСР з хокею було проведено у лютому 1970 року на штучній ковзанці "Хімік" Дніпродзержинського хімкомбінату.

## Історія
Кубковий трофей було розіграно у Дніпродзержинську за участі збірних команд Київської, Харківської та Львівської областей, а також господарів - хокеїстів «Хіміка». Турнір проводився за олімпійською системою. Перемогу святкували господарі.

## Розіграш першості

### 1/2 фіналу
| Дата    | Місце                           | Господарі                |   | Гості           | Рахунок              |
| 02.1970 | Дніпродзержинськ Ковзанка Хімік | Київська обл.            | – | Харківська обл. | 12:3 (?:?, ?:?, ?:?) |
| 02.1970 | Дніпродзержинськ Ковзанка Хімік | «Хімік» Дніпродзержинськ | – | Львівська обл.  | 17:2 (?:?, ?:?, ?:?) |

### Фінал
| Дата          | Місце                           | Господарі                |   | Гості         | Рахунок             |
| 26-27.02.1970 | Дніпродзержинськ Ковзанка Хімік | «Хімік» Дніпродзержинськ | – | Київська обл. | 7:3 (1:0, 1:2, 5:1) |

## Підсумкова класифікація
| Місце      | Команда                  | І | В | Н | П | Ш     | О |
| ---------- | ------------------------ | - | - | - | - | ----- | - |
| переможець | «Хімік» Дніпродзержинськ | 2 | 2 | 0 | 0 | 24-5  | 4 |
| фіналіст   | Київська обл.            | 2 | 1 | 0 | 1 | 15-10 | 2 |
| 1/2 фіналу | Харківська обл.          | 1 | 0 | 0 | 1 | 3-12  | 0 |
| 1/2 фіналу | Львівська обл.           | 1 | 0 | 0 | 1 | 2-17  | 0 |

## Склади команд
«Хімік» Дніпродзержинськ: Віктор Зажоркін (2, 5); Анатолій Васильєв (≥1, ?) – Євген Москвін (≥1, ?), В'ячеслав Шалаєв (≥1, ≥2) – Мансур Базуков (≥1, ?), Олександр Павлов (≥1, ?); Віктор Гапєєв (≥1, ?) – Валентин Чистов (≥1, ?) – Володимир Сабіров (≥1, ≥4), Юрій Зозін (≥1, ?) – Іван Тарасенко (≥1, ?) – Юрій Зінов'єв (≥1, ?), Євген Бурнаєв (≥1, ≥2) – Валентин Лежнєв (≥1, ?) – Микола Куликов (≥1, ?). Тренер – Микола Алексушин.

Київська обл.: Лисняк (2, 10); Мурашкін (≥1, ?) – Черевко (≥1, ?), Баштовий (≥1, ?) – Любенко (≥1, ?); Трифонов (≥1, ≥1) – Ніколаєв (≥1, ≥1) – Віолін (≥1, ?), Сидоренко (≥1, ?) – Мосін (≥1, ?) – Бонгія (≥1, ?), Верменніков (≥1, ?) – Гарькавий (≥1, ?) – Горностаєв(≥1, ≥1), Литвиненко (≥1, ?).